# 臺灣社交距離
臺灣社交距離（英語：Taiwan Social Distancing）是一款在2019冠状病毒疾病期間推出的防疫行動應用程式，主要以匿名形式、透過蓝牙低功耗訊號強弱來判斷使用者之間的距離。確診者同意後，系統將比對其足跡，通知曾經和確診者有接觸的人，以發掘可能有風險的個案，減少疫情擴散的可能。
此應用程式由台灣人工智慧實驗室開發，並與中華民國行政院和衛生福利部疾病管制署合作推行。

## 發布背景
2021年1月，衛生福利部桃園醫院發生院內群聚案，造成21名人員確診。在疫調過程中發現醫院出入者身分複雜，而院內醫護人員也常跨單位支援，造成疫調團隊匡列接觸者相當困難，因此研議於醫院試辦社交距離應用程式，一旦有人確診就能立即釐清接觸對象。
中央流行疫情指揮中心自2022年4月27日起鼓勵民眾以臺灣社交距離行動應用程式取代原簡訊實聯制。
2023年3月27日起，為配合2023年3月20日起，COVID-19輕症免通報、免隔離，改為「0+n自主健康管理」，台灣社交距離APP同步進行轉型改版，停止「每日接觸狀況」及「確診者上傳隨機ID」功能，並新增「防疫資訊及不實疫情消息澄清」訊息推播功能。
2023年12月31日起，疾病管制署宣布臺灣社交距離達成階段性任務而終止服務，並於Android、iOS平台上下架。

## 使用方式
使用者的行動裝置每15分鐘自動生成一個隨機、不可回溯、無法還原的雜湊值，稱為隨機ID，每次的隨機ID皆不同。隨機ID僅儲存於個人手持裝置端14天，不會上傳到任何雲端服務。逾期資料會自動從行動裝置中刪除，中央政府和開發端均無資料庫儲存個資，用戶可隨時刪除該程式，且具備嚴密維護隱私機制。
當使用者接獲通知為確診者時，經衛生單位徵得確診者同意後可上傳資料，應用程式將主動通知過去 14 天曾接觸過的對象（例如曾與確診者於2公尺內接觸2分鐘以上者）並出現警示畫面，提醒用戶注意最近的身體狀況。若出現疑似症狀時亦請主動回報，戴上口罩並依指示儘速就醫，並務必告知醫師旅遊史、職業別、接觸史及是否群聚等，以提供及時診斷通報。
2022年5月2日，於2.0.0版本中加入「疫苗數位接種證明存放」功能，可將先前申請之疫苗數位接種證明保存至應用程式內，以便需要時能將證明展示供相關人員查核。
2022年8月8日，於2.3.0版本中配合「COVID-19確診個案自主回報系統」簡化隨機碼上傳操作。